# Riblja Čorba
Riblja Čorba (серб. кир. Рибља чорба, серб. Рибний суп) — югославський та сербський рок-гурт.

## Історія
Група була офіційно сформована 15 серпня 1978 року в Белграді Борою Джорджевичем (вокал, акустична гітара). У перший склад, крім засновника, входили: Misa Алексич (бас-гітара), Мирослав «Vicko» Мілатович (барабани) і Райко Kojic (гітара). 22 грудня 1978 він випустив перший сингл групи «Lutka sa naslovne Strane/On i njegov BMW». Дебютний альбом «Kost u grlu» (серб. Кістка в горлі) був дуже добре прийнятий критиками і шанувальниками. З моменту свого заснування гурт безперервно продовжує займатися творчістю.

## Дискографія
- Kost u grlu (1979)
- Pokvarena mašta i prljave strasti (1981)
- Mrtva priroda (1981)
- Buvlja pijaca (1982)
- Večeras vas zabavljaju muzičari koji piju (1984)
- Istina (1985)
- Osmi nervni slom (1986)
- Ujed za dušu (1987)
- Priča o ljubavi obično ugnjavi (1988)
- Koza nostra (1990)
- Labudova pesma (1992)
- Zbogom, Srbijo (1993)
- Ostalo je ćutanje (1996)
- Nojeva barka (1999)
- Pišanje uz vetar (2001)
- Ovde (2003)
- Trilogija 1 (2005)
- Trilogija 2 (2006)
- Trilogija 3 (2006)
- Trilogija: весь альбом (2007)
- Minut sa njom (2009)
- Uzbuna! (2012)

## Виноски
1. ↑  Bio, CDs and Vinyl at Discogs. [Архівовано 16 липня 2007 у Wayback Machine.] [Dostęp 21-11-2010]